# Final da Copa Sul-Americana de 2014
A Final da Copa Sul-Americana de 2014 foi a decisão da 13ª edição da Copa Sul-Americana, competição organizada anualmente pela Confederação Sul-Americana de Futebol. Foi disputada entre Atlético Nacional e River Plate. O campeão, River Plate, ganhou o direito a uma vaga na Copa Libertadores da América de 2015, e de disputar tanto a Recopa Sul-Americana de 2015 como a Copa Suruga Bank de 2015.

## Caminhos até a final
| Atlético Nacional         | Atlético Nacional | Atlético Nacional | Fase                       | River Plate                       | River Plate                       | River Plate                       |
| ------------------------- | ----------------- | ----------------- | -------------------------- | --------------------------------- | --------------------------------- | --------------------------------- |
| Adversário                | Agregado          | Jogos             | Copa Sul-Americana de 2014 | Adversário                        | Agregado                          | Jogos                             |
| Deportivo La Guaira       | 2-1               | 1–1 (F); 1–0 (C)  | Primeira fase              | Disputou a partir da segunda fase | Disputou a partir da segunda fase | Disputou a partir da segunda fase |
| General Díaz              | 3-3 (gf.)         | 0–2 (C); 3–1 (F)  | Segunda fase               | Godoy Cruz                        | 3-0                               | 1-0 (F); 2-0 (C)                  |
| Vitória                   | 3-2               | 2-2 (C); 1-0 (F)  | Oitavas de final           | Libertad                          | 5-1                               | 3-1 (F); 2-0 (C)                  |
| Universidad César Vallejo | 2-0               | 1-0 (C); 1-0 (F)  | Quartas de final           | Estudiantes                       | 5-3                               | 2-1 (F); 3-2 (C)                  |
| São Paulo                 | 1-1 4-1 (pen.)    | 1-0 (C); 0-1 (F)  | Semifinal                  | Boca Juniors                      | 1-0                               | 0-0 (F); 1-0 (C)                  |

Legenda: (C) casa; (F) fora

## Partida

### Ida
| 3 de dezembro | Atlético Nacional | 1 – 1     | River Plate    | Estádio Atanasio Girardot, Medellín |
|               | Berrío 34'        | Relatório | Pisculichi 65' | Árbitro: BRA Ricardo Marques        |

| Atl. Nacional | River Plate |

| G                  | 30 | Franco Armani     |  |     |
| LD                 | 22 | Daniel Bocanegra  |  |     |
| Z                  | 12 | Alexis Henríquez  |  |     |
| M                  | 3  | Oscar Murillo     |  |     |
| M                  | 20 | Alejandro Bernal  |  | 37' |
| M                  | 13 | Alexánder Mejía   |  |     |
| M                  | 19 | Farid Díaz        |  |     |
| M                  | 10 | Edwin Cardona     |  |     |
| A                  | 17 | Orlando Berrío    |  | 70' |
| A                  | 14 | Luis Ruíz         |  |     |
| A                  | 29 | Jonathan Valência |  | 58' |
| Substituições:     |    |                   |  |     |
| V                  | 26 | Alejandro Guerra  |  | 37' |
| M                  | 24 | Sebastián Pérez   |  | 58' |
| A                  | 18 | Wilder Guisao     |  | 70' |
| Treinador:         |    |                   |  |     |
| Juan Carlos Osorio |    |                   |  |     |

| G                | 1  | Marcelo Barovero    |     |     |
| LD               | 24 | Emanuel Mammana     |     | 60' |
| Z                | 20 | Germán Pezzella     | 77' |     |
| Z                | 6  | Ramiro Funes Mori   |     |     |
| LE               | 21 | Leonel Vangioni     |     |     |
| V                | 8  | Carlos Sánchez      |     |     |
| V                | 23 | Leonardo Ponzio     |     |     |
| V                | 16 | Ariel Rojas         |     |     |
| M                | 15 | Leonardo Pisculichi |     | 75' |
| A                | 7  | Rodrigo Mora        |     | 66' |
| A                | 19 | Teófilo Gutiérrez   | 86' |     |
| Substituições:   |    |                     |     |     |
| V                | 5  | Matías Kranevitter  |     | 60' |
| M                | 14 | Augusto Solari      |     | 75' |
| A                | 18 | Fernando Cavenaghi  |     | 66' |
| Treinador:       |    |                     |     |     |
| Marcelo Gallardo |    |                     |     |     |

Arbitragem
| Árbitro      | Ricardo Marques Ribeiro |
| Assistente 1 | Emerson de Carvalho     |
| Assistente 2 | Marcelo van Gasse       |

Estatísticas
|                   | ATN | RVP |
| ----------------- | --- | --- |
| Gols              | 1   | 1   |
| Cartões amarelos  | 0   | 2   |
| Cartões vermelhos | 0   | 0   |
| Finalizações      | 13  | 10  |
| Assistências      | 1   | 1   |
| Faltas            | 14  | 20  |
| Posse de bola     | 53% | 47% |
| Escanteios        | 7   | 2   |
| Passes certos     | 265 | 222 |
| Passes errados    | 55  | 44  |

### Volta
| 10 de dezembro | River Plate                | 2 – 0     | Atlético Nacional | Estádio Monumental de Nuñez, Buenos Aires |
|                | Mercado 54' · Pazzella 59' | Relatório |                   | Árbitro: URU Darío Ubriaco                |

| River Plate | Atl. Nacional |

| G                | 1  | Marcelo Barovero    |     |     |
| LD               | 24 | Gabriel Mercado     |     |     |
| Z                | 20 | Germán Pezzella     |     |     |
| Z                | 6  | Ramiro Funes Mori   | 48' |     |
| LE               | 21 | Leonel Vangioni     |     |     |
| V                | 8  | Carlos Sánchez      |     |     |
| V                | 23 | Leonardo Ponzio     |     | 81' |
| V                | 16 | Ariel Rojas         |     |     |
| M                | 15 | Leonardo Pisculichi |     | 90' |
| A                | 7  | Rodrigo Mora        |     |     |
| A                | 19 | Teófilo Gutiérrez   |     | 79' |
| Substituições:   |    |                     |     |     |
| A                | 18 | Fernando Cavenaghi  |     | 79' |
| V                | 5  | Matías Kranevitter  |     | 81' |
| M                | 22 | Sebastián Driussi   |     | 90' |
| Treinador:       |    |                     |     |     |
| Marcelo Gallardo |    |                     |     |     |

| G                  | 30 | Franco Armani    |     |     |
| LD                 | 5  | Francisco Nájera |     | 64' |
| Z                  | 12 | Alexis Henríquez |     |     |
| LE                 | 6  | Juan Valencia    |     |     |
| M                  | 22 | Daniel Bocanegra |     |     |
| M                  | 20 | Alejandro Bernal |     |     |
| M                  | 13 | Alexánder Mejía  | 83' |     |
| M                  | 19 | Farid Díaz       |     | 65' |
| M                  | 10 | Edwin Cardona    |     |     |
| A                  | 17 | Orlando Berrío   | 72' | 72' |
| A                  | 14 | Luis Ruíz        |     |     |
| Substituições:     |    |                  |     |     |
| Z                  | 3  | Oscar Murilo     |     | 64' |
| M                  | 18 | Wilder Guisao    |     | 65' |
| A                  | 7  | Sherman Cárdenas |     | 72' |
| Treinador:         |    |                  |     |     |
| Juan Carlos Osorio |    |                  |     |     |

Arbitragem
| Árbitro      | Darío Ubriaco     |
| Assistente 1 | Miguel Nievas     |
| Assistente 2 | Mauricio Espinosa |